# Pilotrulleum
Pilotrulleum es un género de escarabajos de la familia Buprestidae.

## Especies
- Pilotrulleum caesariae Bellamy & Westcott, 1995
- Pilotrulleum lagartiguanum Bellamy & Westcott, 1995